# Jingle Bell Rock
«Jingle Bell Rock» es un villancico estadounidense lanzado por primera vez por Bobby Helms en 1957 (después de que se grabó en octubre de ese año). Desde entonces, ha recibido frecuentes emisiones en los Estados Unidos durante todas las temporadas navideñas. «Jingle Bell Rock» fue compuesta por Joseph Carleton Beal (1900-1967) y James Ross Boothe (1917-1976). Beal era un profesional de relaciones públicas nacido en Massachusetts y residente de South Ocean Avenue en Atlantic City (Nueva Jersey), y Boothe era un escritor estadounidense en el negocio de la publicidad. La canción actúa como parodia o tributo, de la obra compuesta por James Lord Pierpont: Jingle Bells.[cita requerida]
Fue publicada el 23 de diciembre de 1957. Es considerada el primer rock and roll navideño (aunque su sonido va más por el lado del rockabilly).

## Letra
La letra de la canción contiene diversos detalles pop como el uso de la famosa frase del villancico «Jingle Bells» hasta unas breves referencias a algunas canciones populares de la década de los 50 como «Rock Around the Clock» de Bill Halley y la palabra "Hop" (cuando dice "Jingle Hop") que era muy usada en las letras de las canciones del rock and roll para ponerle más onda al asunto en la pista de baile.

## Éxitos
La versión original de Helms llegó al número 13 en Billboard's. También cruzó a las listas de éxitos, alcanzando el número 6 en la lista de Billboard Best Sellers in Stores, y el número 11 en el Top 60 de la revista Cashbox en la semana que terminó el 11 de enero de 1958.
Después de que la canción apareciera en el álbum de la banda sonora de la película de 1996 Jingle All the Way, la versión original de Bobby Helms regresó a las listas de sencillos country de Billboard a fines de 1996 y principios de 1997, alcanzando un pico de No. 60.
La versión de Helms entró en la lista Billboard Hot 100 en la semana que terminó el 24 de diciembre de 2016 y alcanzó el número 29 dos semanas después. En enero de 2019, la canción entró en el top 10 de Hot 100 por primera vez alcanzando el número 8. Con esta hazaña, Helms rompió el récord de la espera más larga al top 10 de Hot 100 cuando logró esto en 60 años, cuatro meses y dos semanas después de su primera entrada en 1958.
A partir del 25 de noviembre de 2016, las ventas totales de la pista digital de la grabación original Decca de Helms son de 780,000 descargas de acuerdo con Nielsen SoundScan, ubicándose en el noveno lugar en la lista de los sencillos digitales de Navidad / vacaciones más vendidos de todos los tiempos en la historia de SoundScan.

## Versiones

### Versión Hall & Oates
Hall & Oates lanzó una versión en 1983 como un sencillo sin álbum que alcanzó el número 30 en la lista Hot 100 Recurrents en 2005; también alcanzó el número 6 en la lista Billboard 's Holiday Airplay el 13 de diciembre de 2008 y el número 24 en la lista Hot Holiday Songs el 10 de diciembre de 2011.

### Versión de Max Bygraves
Max Bygraves lanzó una versión en 1959 con la Orquesta Eric Rogers, que alcanzó el número 7 en el Top 30 del Reino Unido, lanzado el Decca: F11176

### Versión Chubby Checker y Bobby Rydell
Chubby Checker y Bobby Rydell grabaron y lanzaron una versión en 1961 que alcanzó el número 21 en la lista de singles Billboard Hot 100 y el número 40 en la lista de sencillos del Reino Unido. Fue emitido en Cameo Parkway C205.